# Хузман, Александр Григорьевич
Александр Григорьевич Хузман (род. 10 апреля 1962, Житомир) — израильский шахматист, гроссмейстер (1991).
Чемпионат СССР среди юношей (1979) — 2-е место. Всесоюзный турнир молодых мастеров (1987) — 4-5-е место. Участник 1-й лиги чемпионата СССР (1987). Лучшие результаты в международных соревнованиях: Львов (1988) — 5-6-е м.; Эгер (1988) — 1-2-е; Баку (1988) — 1-е места. 
Секундант Бориса Гельфанда на Матче за звание чемпиона мира по шахматам 2012, проходившем с 10 по 30 мая 2012 года в Москве.

## Спортивные достижения
| Год  | Город   | Турнир             | + | − | = | Результат | Место |
| ---- | ------- | ------------------ | - | - | - | --------- | ----- |
| 1996 | Ереван  | XXXII-я олимпиада  | 3 | 1 | 5 | 5½ из 9   |       |
| 2000 | Стамбул | XXXIV-я олимпиада  | 1 | 1 | 4 | 3 из 6    |       |
| 2002 | Блед    | XXXV-я олимпиада   | 4 | 0 | 4 | 6 из 8    |       |
| 2004 | Кальвиа | XXXVI-я олимпиада  | 4 | 1 | 3 | 5½ из 8   |       |
| 2006 | Турин   | XXXVII-я олимпиада | 3 | 0 | 4 | 5 из 7    |       |
|      |         |                    |   |   |   | из        |       |

## Изменения рейтинга
| Графики недоступны из-за технических проблем. См. информацию на Фабрикаторе и на mediawiki.org. |